# Nikolai Klenovski
Nikolai Klenovski, nom complet amb patronímic Nikolai Semiónovitx Klenovski, rus: Никола́й Семёнович Клено́вский (Odessa, 1857 – Sant Petersburg, 1915), fou un compositor i director d'orquestra rus.
Estudià en el Conservatori de Moscou on tingué entre altres alumnes l'armeni Aleksandr Spendiarian, i des de 1877 dirigí diversos teatres de províncies; des de 1883 fins al 1893 fou segon director de l'Òpera de Moscou i després director de l'Escola de Música de Tiflis, càrrec que aprofità per a viatjar per aquella comarca i estudiar la seva música popular. Fou el primer que organitzà els Concerts etnogràfics a Rússia.
Entre les seves composicions hi figuren:
- Hashish (Moscou, 1885);
- Música d'escena per als drames L'estrella de Sevilla, Antoni i Cleòpatra i Mesalina;
- la suite per a orquestra Fata Morgana;
- diverses cantates;
- una col·lecció de Cants georgians, per a solo, cor i orquestra.